# 명의 장중경
《명의 장중경》(医圣张仲景)은 2022년 방송되었던 중국의 드라마이다.

## 줄거리
- 장중경의 부친인 장종한은 조정에서 어사를 지내며 이재민 구휼에 힘썼으나 모함을 받아 멸문 당하고 만다. 어린 장중경은 명의 장백조를 따라 의술을 배우게 되고, 복수심으로 가득 차 있던 소년에서 어진 마음을 가진 의원으로 성장한다. 장중경은 난치병을 고치며 세상 사람들로부터 서서히 인정받지만 예상치 못한 시련이 그에게 찾아오는데...

## 등장 인물
- 류무 (刘牧) - 장중경 역
- 류희원 (刘希媛) - 조능연 역
- 창청 (常铖) - 주항 역
- 허창 (贺镪) - 장백조 역
- 서요선 (舒耀瑄) - 장탕 역